# Маклаки (Орловський район)
Маклаки́ (рос. Маклаки) — присілок у складі Орловського району Кіровської області, Росія. Входить до складу Орловського сільського поселення.
Населення становить 17 осіб (2010, 27 у 2002).
Національний склад станом на 2002 рік — росіяни 78 %.